# Peenemünde
Peenemünde település Németországban, Mecklenburg-Elő-Pomeránia tartományban. Lakosainak száma 370 fő (2023. december 31.).  Az itteni katonai kutatóintézetben fejlesztették ki a második világháború idején az első folyékony üzemanyagú ballisztikus rakétát, a V–2-t.

## Népesség
A település népességének változása:
| Lakosok száma | 292  | 323  | 343  | 351  | 370  |
|               | 2017 | 2019 | 2021 | 2022 | 2023 |